# Semicassis thomsoni
Semicassis thomsoni is een slakkensoort uit de familie van de Cassidae. De wetenschappelijke naam van de soort is voor het eerst geldig gepubliceerd in 1875 door Brazier.